# Pellegrino Parmense
Pellegrino Parmense (emilián nyelven Pelegré) település Olaszországban, Emilia-Romagna régióban, Parma megyében. Lakosainak száma 962 fő (2023. január 1.). Pellegrino Parmense Medesano, Salsomaggiore Terme, Vernasca, Bore és Varano de’ Melegari községekkel határos.

## Népesség
A település lakossága az elmúlt években az alábbi módon változott:
| Lakosok száma | 1041 | 1032 | 962  |
|               | 2017 | 2018 | 2023 |